# Róbert Kasza
Róbert Kasza (ur. 5 kwietnia 1986) – węgierski pięcioboista, mistrz świata, dwukrotny mistrz Europy.